# Podopieńka torfowiskowa

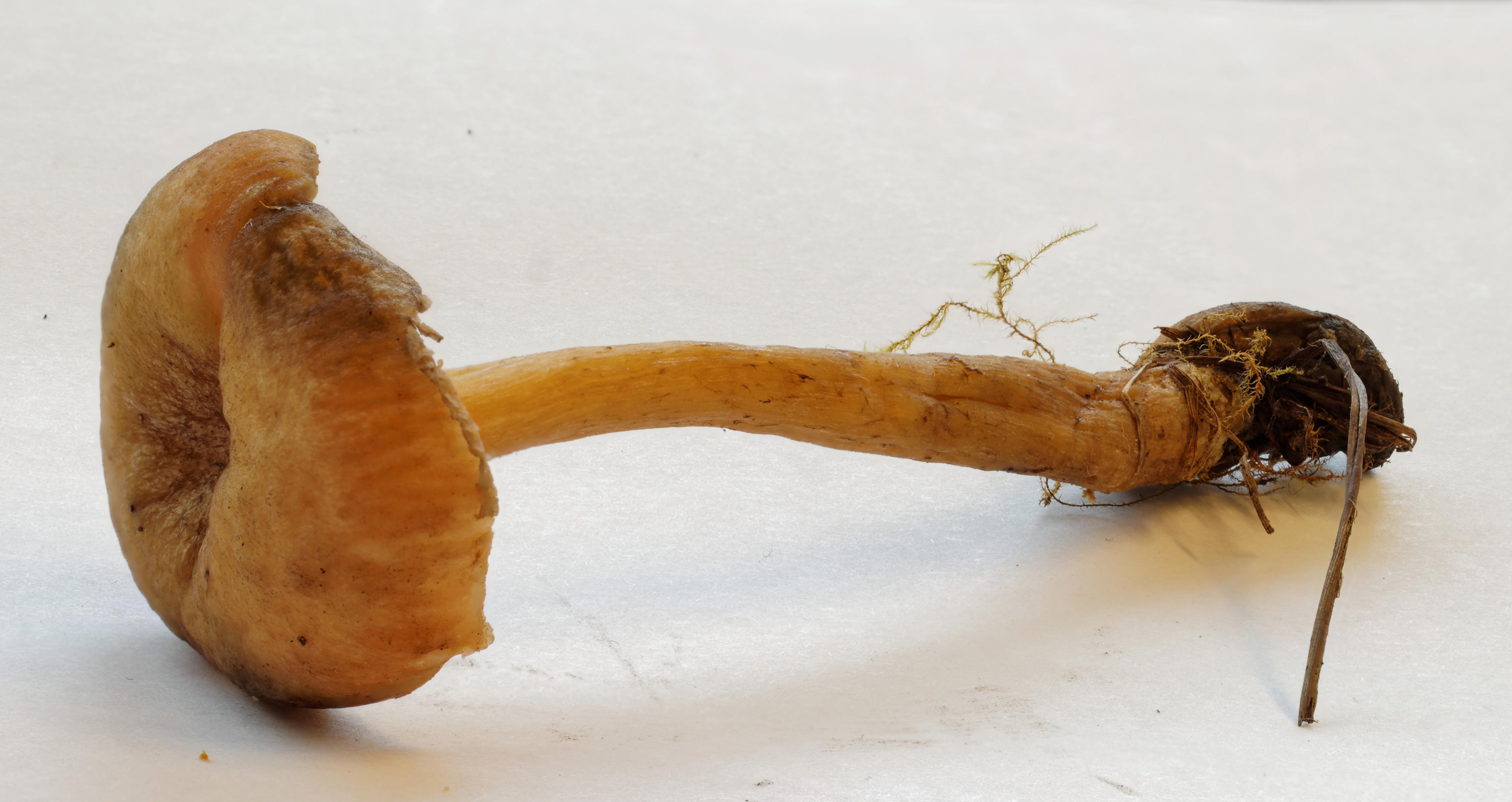

Podopieńka torfowiskowa, opieńka torfowiskowa (Desarmillaria ectypa (Fr.) R.A. Koch & Aime) – gatunek grzybów z rodziny obrzękowcowatych (Physalacriaceae).

## Systematyka i nazewnictwo
Pozycja w klasyfikacji według Index Fungorum: Desarmillaria, Physalacriaceae, Agaricales, Agaricomycetidae, Agaricomycetes, Agaricomycotina, Basidiomycota, Fungi.
Po raz pierwszy gatunek ten opisał w 1821 r. Elias Fries nadając mu nazwę Agaricus ectypus. Obecną, uznaną przez Index Fungorum nazwę nadali mu R.A. Koch i M.C. Aime w 2017 r.
Synonimy nazwy naukowej:
- Agaricus ectypus Fr. 1821
- Armillaria ectypa (Fr.) Lamoure 1965
- Armillariella ectypa (Fr.) Singer 1943
- Camarophyllus ectypus (Fr.) P. Karst. 1879
- Clitocybe ectypa (Fr.) Gillet 1874
- Omphalia ectypa (Fr.) Quél. 1886

Władysław Wojewoda w 2003 r. zaproponował polską nazwę opieńka torfowiskowa dla nazwy naukowej Armillaria ectypa. Po przeniesieniu tego gatunku do rodzaju Desarmillaria nazwa ta stała się niespójna z nową nazwą naukową. W 2021 r. Komisja ds. Polskiego Nazewnictwa Grzybów przy Polskim Towarzystwie Mykologicznym zarekomendowała nazwę podopieńka torfowiskowa.

## Morfologia
Kapelusz
Średnica do 6 cm, początkowo wypukły, później płaski z falistym brzegiem, czasami lekko wklęsły na środku. Powierzchnia brązowa z różowym odcieniem z pięknym odcieniem różu, czasami ciemniejsza na środku.
Blaszki
Blaszki przyrośnięte do lekko zbiegających, w młodych owocnikach białawe, w starszych o barwie od różowej do ochrowej, w końcu brązowe.
Trzon
Wysokość do 6 cm, walcowaty, u podstawy rozszerzony, początkowo pełny, potem pusty, tej samej barwy co kapelusz, włóknisty. Brak pierścienia i ryzomorfów.
Miąższ
Bardzo cienki, bez zapachu, w stanie wilgotnym prześwitujący.

## Występowanie i siedlisko
Opisano występowanie tego gatunku w Europie i Rosji. Według W. Wojewody jego roprzestrzenienie w Polsce i stopień zagrożenia nie są dokładniej znane. W polskim piśmiennictwie naukowym do 2020 r. podano 4 pewne stanowiska i jedno wątpliwe. W latach 1995–2004 objęty był ochroną częściową, a od roku 2014 objęty ochroną ścisłą bez możliwości zastosowania wyłączeń spod ochrony uzasadnionych względami gospodarki rolnej, leśnej lub rybackiej.
Grzyb naziemny, prawdopodobnie saprotroficzny. Rośnie na mokradłach, torfowiskach wysokich, przejściowych i niskich, głównie o zasadowym odczynie. Rozwija się na torfie i na martwych i żywych mchach (głównie torfowcach), na łodygach roślin zielnych, m.in. wełnianek, turzyc, żurawiny, modrzewnicy, trzciny.

## Gatunki podobne
Podopieńka torfowiskowa w odróżnieniu od innych gatunków opieniek nie jest grzybem pasożytniczym, lecz saprotroficznym i nie rozwija się na drewnie, lecz na mchach torfowcach. Nie ma też pierścienia na trzonie. Wśród występujących w Polsce opieniek pierścienia nie ma także opieńka bezpierścieniowa Armillaria tabescens, ale ona rozwija się na drewnie.